# Kronobergssjön
Kronobergssjön är en sjö i Vimmerby kommun i Småland och ingår i Marströmmens huvudavrinningsområde. Sjön är 24,5 meter djup, har en yta på 0,268 kvadratkilometer och är belägen 90,2 meter över havet.

## Delavrinningsområde
Kronobergssjön ingår i det delavrinningsområde (637909-152184) som SMHI kallar för Mynnar i Gallsjön. Medelhöjden är 99 meter över havet och ytan är 8,68 kvadratkilometer. Det finns inga avrinningsområden uppströms utan avrinningsområdet är högsta punkten. Vattendraget som avvattnar avrinningsområdet har biflödesordning 2, vilket innebär att vattnet flödar genom totalt 2 vattendrag innan det når havet efter 40 kilometer. Avrinningsområdet består mestadels av skog (75 procent) och jordbruk (13 procent). Avrinningsområdet har 0,48 kvadratkilometer vattenytor vilket ger det en sjöprocent på 5,6 procent.